# Blšany
Ne doit pas être confondu avec Blšany u Loun.
Blšany (en allemand : Flöhau bei Podersam) est une ville du district de Louny, dans la région d'Ústí nad Labem, en Tchéquie. Sa population s'élevait à 998 habitants en 2021.

## Géographie
Blšany se trouve à 5 km à l'est-sud-est de Podbořany, à 29 km au sud-ouest de Louny, à 65 km au sud-ouest d'Ústí nad Labem et à 71 km à l'ouest-nord-ouest de Prague.
La commune est limitée par Podbořany au nord-ouest, par Libořice au nord-est, par Měcholupy à l'est, par Děkov, Hořovičky et Kryry au sud, et par Očihov à l'ouest.

## Histoire
La première mention écrite de la localité remonte à 1238.

## Patrimoine
Patrimoine religieux

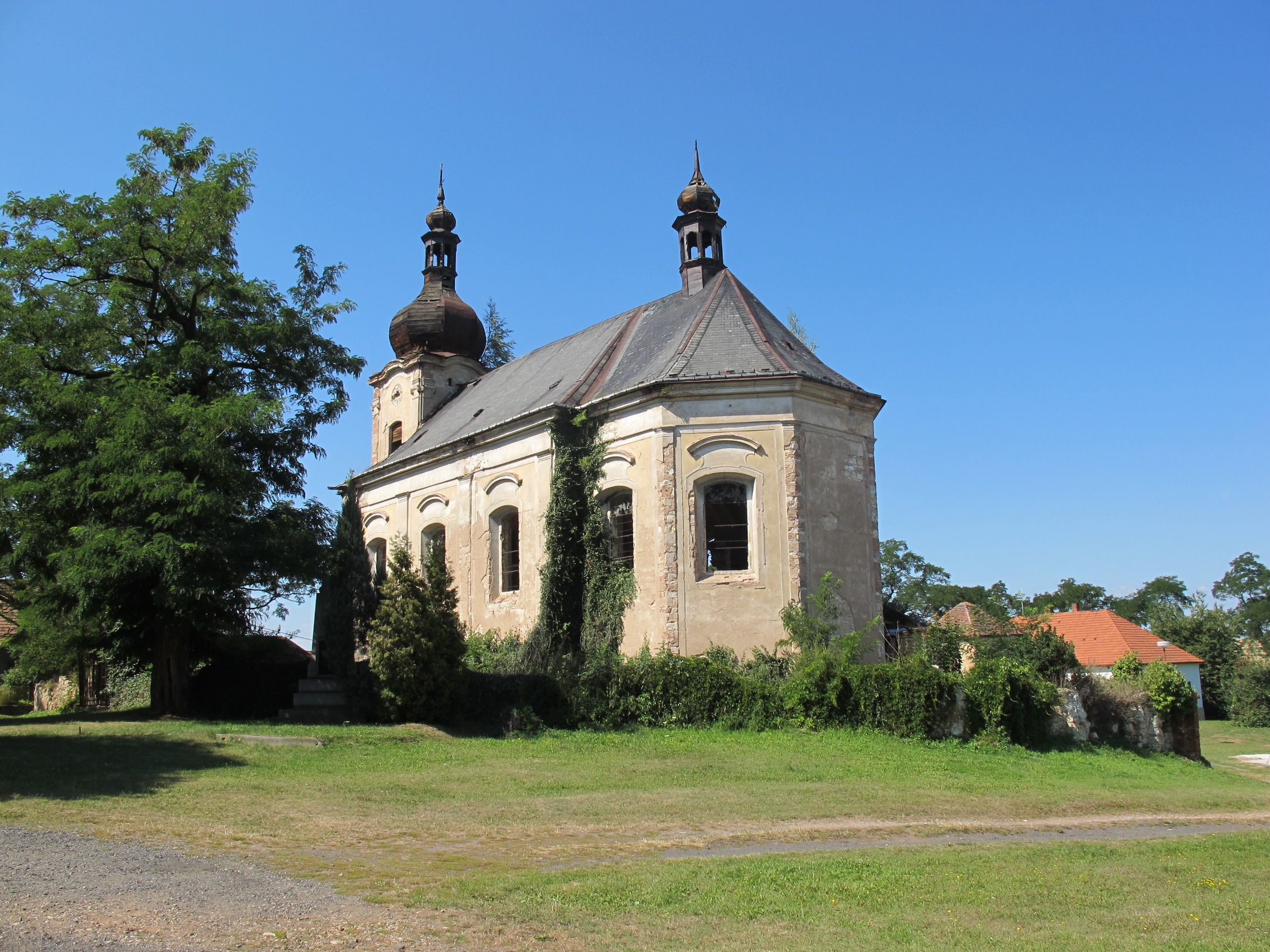
Église de l'Immaculée Conception à Siřem.
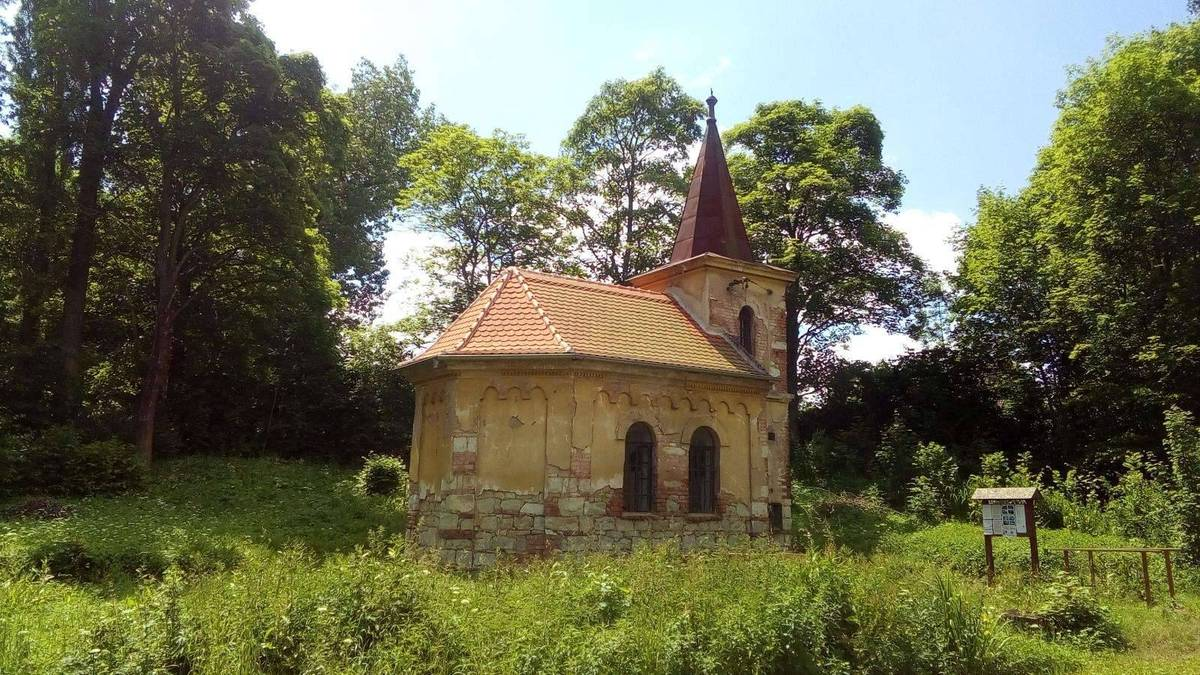
Chapelle Sainte-Anne à Čárce.
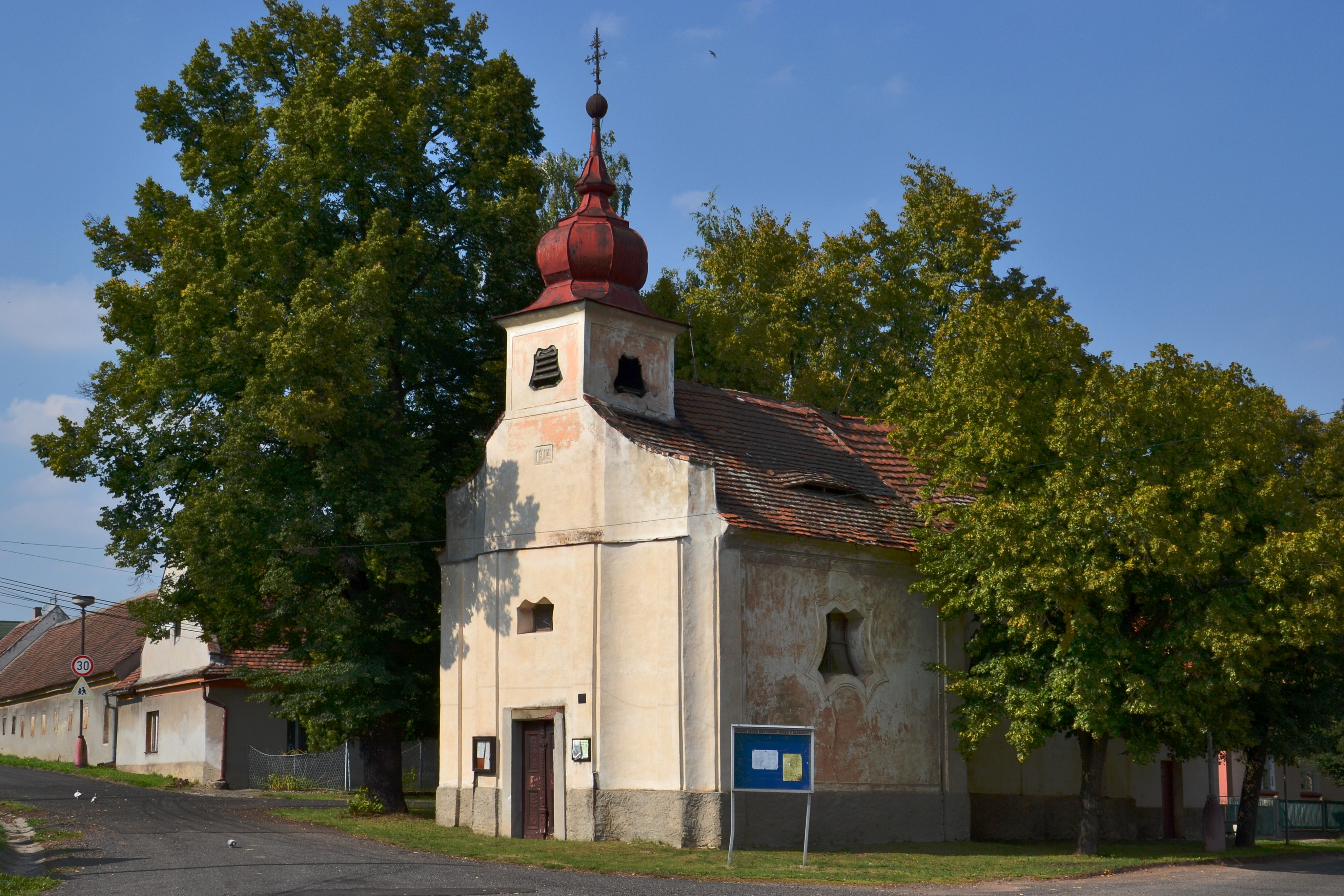
Chapelle de la Sainte-Trinité à Liběšovice.

## Transports
Par la route, Blšany se trouve à 15 km du centre de Žatec, à 37 km du centre de Louny, à 82 km d'Ústí nad Labem  et à 79 km de Prague.

## Sports
Le club de football local, le FK Chmel Blšany, appartenait, en 2006 et depuis plusieurs années, à l'élite du championnat. Le stade du FK Blšany a une capacité de 3 400 places, soit bien plus que la population de la localité.